# Kościół Ewangelicko-Augsburski w Hawierzowie-Błędowicach
Kościół ewangelicki w Hawierzowie-Błędowicach – kościół w Hawierzowie, w dzielnicy Błędowice, w kraju morawsko-śląskim w Czechach, należący do miejscowego zboru Śląskiego Kościoła Ewangelickiego Augsburskiego Wyznania. Stanowi jeden z kościołów tolerancji.

## Historia
Pozwolenie na budowę kościoła w Błędowicach uzyskano w kwietniu 1782 roku. Kierownikiem budowy został mistrz murarski P. Kloss. Do ukończenia prac i poświęcenia budynku doszło w 1784 roku. Kościół nie posiadał wieży w związku z ograniczeniami wynikającymi z patentu tolerancyjnego.
Wieża została dobudowana w 1852 roku, a w latach osiemdziesiątych XIX wieku w pobliżu wystawiono budynek probostwa. W 1895 roku dokupiono trzeci dzwon i umieszczono na wieży.
W połowie lat dwudziestych XX wieku doszło do remontu kościoła, uwieńczonego jego powtórnym poświęceniem 22 listopada 1925 roku.

## Charakterystyka
Świątynia położona jest w pobliżu zamku w Dolnych Błędowicach. Jest to największy kościół wybudowany na mocy patentu tolerancyjnego na Śląśku Cieszyńskim. Jest to jednonawowa budowla w stylu klasycystycznym, zakończona półokrągłym prezbiterium z dominantą w postaci wieży, w której znajdują się drzwi wejściowe. We wnętrzu po obu stronach umieszczono empory. Znajdują się tutaj organy firmy Reger z Krnova z 1939 roku. Kościół posiada 1000 miejsc siedzących.